# 실리아 존슨
실리아 존슨 여사(영어: Dame Celia Johnson, DBE, 1908년 12월 18일 ~ 1982년 4월 26일)는 잉글랜드의 배우이다.

## 서훈
- 1958년 대영 제국 훈장 3등급(CBE)[1]
- 1981년 대영 제국 훈장 2등급(DBE, 작위급 훈장)[2]